# Buelliastrum
Buelliastrum is een geslacht van schimmels uit de klasse Lecanoromycetes.

## Soorten
Volgens Index Fungorum telt het geslacht twee soorten (peildatum januari 2022): 
| Soortnaam            | Auteur(s) | Publicatiejaar |
| -------------------- | --------- | -------------- |
| Buelliastrum crassum | Zahlbr.   | 1930           |
| Buelliastrum tenue   | Zahlbr.   | 1930           |